# Octombrie 1987
Acest articol este generat integral pe baza informațiilor din articolul 1987 și este actualizat periodic de un robot.
 Editările făcute în articol vor fi șterse la următoarea actualizare! Dacă doriți să faceți modificări, editați articolul-sursă.

ianuarie -
februarie -
martie -
aprilie -
mai -
iunie -
iulie -
august -
septembrie -
octombrie -
noiembrie -
decembrie
Octombrie 1987 a fost a zecea lună a anului și a început într-o zi de joi.

## Evenimente
- 1 octombrie: A fost dată în folosință prima linie de tramvai în municipiul Cluj-Napoca.
- 19 octombrie: Are loc marea criză economică din 1987 supranumită Lunea neagră.

## Nașteri
- 1 octombrie: Laura Roxana Rus, fotbalistă română
- 2 octombrie: Juan Sánchez Sotelo (Juan Ignacio Sánchez Sotelo), fotbalist argentinian (atacant)
- 3 octombrie: Adnan Aganović, fotbalist croat
- 3 octombrie: Johanna Ahlm, handbalistă suedeză
- 3 octombrie: Ancuța Bobocel, atletă română
- 3 octombrie: Daniel Lung, fotbalist român
- 5 octombrie: Mahder Assefa, actriță etiopiană
- 5 octombrie: Kevin Mirallas (Kevin Antonio Joel Gislain Mirallas y Castillo), fotbalist belgian
- 7 octombrie: Sam Querrey, jucător american de tenis
- 9 octombrie: Edvan Bakaj, fotbalist albanez
- 12 octombrie: Andrei Enescu, fotbalist român
- 13 octombrie: Adrian Poparadu, fotbalist român
- 14 octombrie: Majda Sandra Aboulumosha, actriță română
- 15 octombrie: Serge Akakpo, fotbalist togolez
- 15 octombrie: Daniela Stanciu, atletă română
- 16 octombrie: Michael Venus, jucător de tenis neozeelandez
- 17 octombrie: Hideto Takahashi, fotbalist japonez
- 18 octombrie: Zac Efron (n. Zachary David Alexander Efron), actor și cântăreț american
- 18 octombrie: Ana Paula Rodrigues, handbalistă braziliană
- 21 octombrie: Daniel Tătar, fotbalist român
- 22 octombrie: Mikkel Hansen, handbalist danez
- 22 octombrie: Bojan Šaranov, fotbalist sârb (portar)
- 24 octombrie: Ameera al-Taweel, filantrop și prințesă din Arabia Saudită
- 25 octombrie: Darron Gibson (Darron Thomas Daniel Gibson), fotbalist irlandez
- 27 octombrie: Erica Dasher, actriță americană
- 27 octombrie: Andrei Chipreanov, sportiv român, practicant al skandenbergului
- 28 octombrie: Frank Ocean (n. Christopher Breaux), muzician american
- 29 octombrie: Makoto Ogawa, actriță, idol japonez și cântăreață
- 29 octombrie: Andrei Alexandru Patache, fotbalist român
- 30 octombrie: Benjamin Stauder, ciclist german
- 31 octombrie: Alexandru Munteanu, fotbalist român

## Decese
- 3 octombrie: Jean Anouilh (Jean Marie Lucien Pierre Anouilh), 77 ani, dramaturg francez (n. 1910)
- 3 octombrie: Ioan Mirea, 75 ani, pictor român (n. 1912)
- 13 octombrie: Walter Brattain (n. Walter Houser Brattain), 85 ani, fizician american, laureat al Premiului Nobel (1956), (n. 1902)
- 13 octombrie: Walter Houser Brattain, fizician american (n. 1902)
- 19 octombrie: Hermann Lang, 78 ani, pilot german de Formula 1 (n. 1909)
- 20 octombrie: Andrei Nikolaevici Kolmogorov, 84 ani, matematician rus (n. 1903)
- 20 octombrie: Mária Sulyok (n. Szautner Mária), 79 ani, actriță maghiară (n. 1908)
- 25 octombrie: Constantin H. Budeanu, 72 ani, chimist român (n. 1915)
- 28 octombrie: André Masson (André Aimé René Masson), 91 ani, pictor francez (n. 1896)